# 2072 코스모데뱐스카야
2072 코스모데뱐스카야(2072 Kosmodemyanskaya, 임시 명칭: 1963 QE2)는 소행성대 안쪽에 있는 돌로 이루어진 소행성으로, 직경이 약 6km이다.
이 소행성은 1973년 8월 31일 러시아의 천문학자 타마라 스미르노바(Tamara Smirnova)가 크림 반도 나우치니(Nauchnyj)의 크림 천체물리 관측소에서 발견했다. 이 이름은 소련 영웅 조야(Zoya)와 알렉산드르(Aleksandr)의 어머니인 류보프 코스모데미안스카야(Lyubov Kosmodemyanskaya)의 이름을 따서 명명되었다.

## 분류 및 궤도
코스모데뱐스카야는 3년 10개월(1,402일)에 한 번씩 2.1~2.9 AU 거리의 내부 주대에서 태양을 공전한다. 궤도의 이심률은 0.16이고 황도에 대한 기울기는 5°이다.
이 소행성은 1944년 투르쿠 천문대에서 1944 BD로 처음 식별되었다. 처음으로 사용된 관측은 1956년 팔로마 천문대에서 수행한 사전 발견으로, 나우치니에서 공식 발견 관측이 이루어지기 전 17년 동안 몸체의 관측 범위를 연장했다.